# 狩留家駅
狩留家駅（かるがえき）は、広島県広島市安佐北区狩留家町にある、西日本旅客鉄道（JR西日本）芸備線の駅である。駅番号はJR-P09。

## 歴史

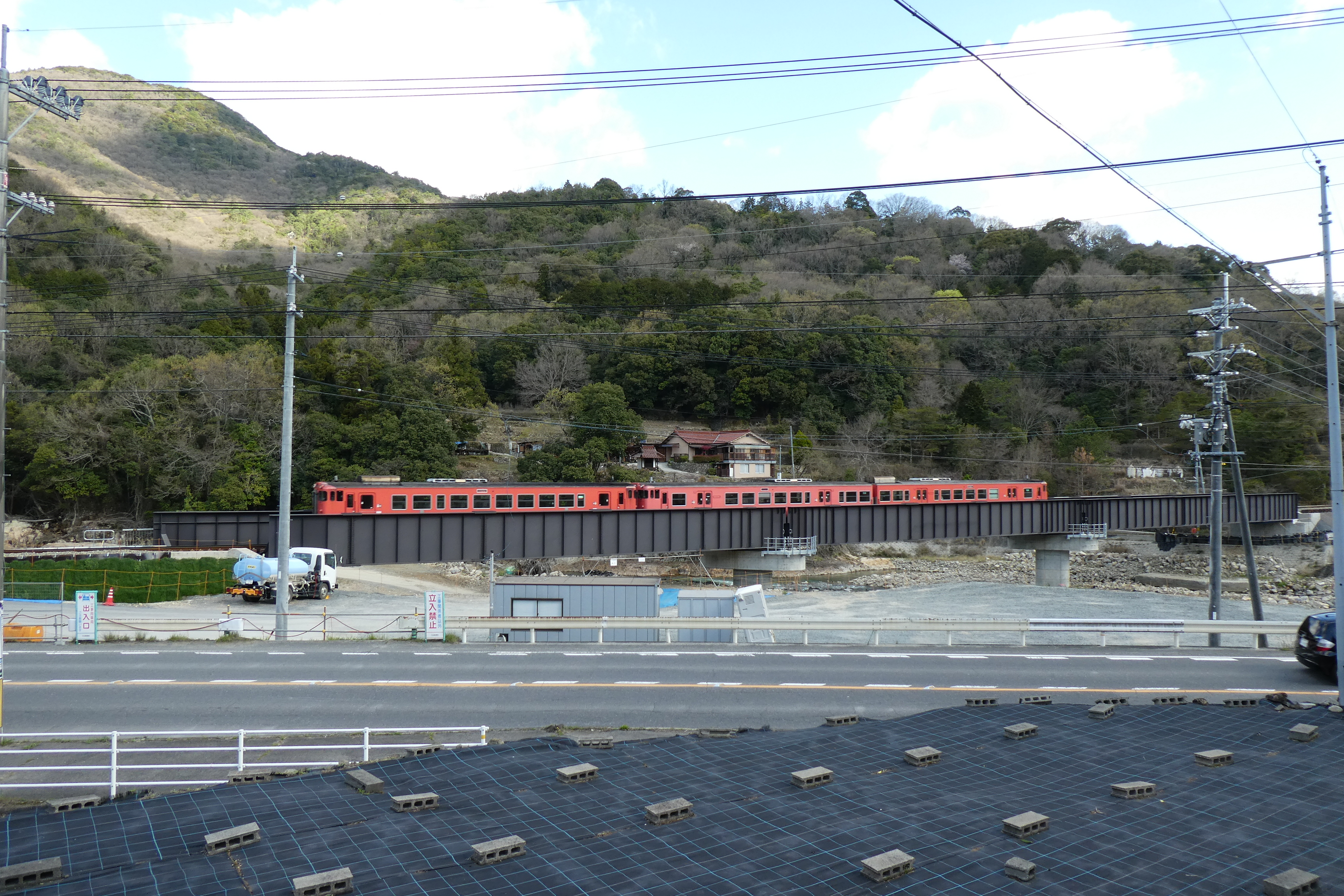
復旧した第1三篠川橋りょう（2020年4月）

- 1915年（大正4年）4月28日：芸備鉄道開業と同時に同路線上に設置[2]。
- 1937年（昭和12年）7月1日：芸備鉄道の国有化により、国有鉄道（のちの日本国有鉄道）芸備線の駅となる[2]。
- 1960年（昭和35年）7月1日：貨物取扱廃止[2]。
- 1973年（昭和48年）5月1日：国鉄（→JR）の特定都区市内制度における「広島市内」の駅となる[3][注釈 1]。
- 1983年（昭和58年）3月8日：荷物扱い廃止[4]。無人駅化[5]（簡易委託駅化）。
- 1987年（昭和62年）4月1日：国鉄分割民営化により、西日本旅客鉄道（JR西日本）の駅となる[2]。
- 2007年（平成19年）
  - 4月1日：簡易委託廃止。
  - 7月1日：ダイヤ改正により、快速通過駅となる。
  - 8月：ICOCA対応IC専用機設置。
  - 9月1日：ICカード「ICOCA」の利用が可能となる。
- 2018年（平成30年）
  - 7月7日：平成30年7月豪雨により当駅と白木山駅との間にある第1三篠川橋りょうが橋脚ごと流出[6][7]。この他、芸備線内の複数箇所で土砂崩れや路盤流出なども発生し芸備線全線が不通になる。
  - 7月23日：広島駅 - 下深川駅間が運転再開。
  - 8月25日：下深川駅 - 当駅間が運転再開[8]。
- 2019年（令和元年）10月23日：第1三篠川橋りょうの復旧が完了、当駅 - 中三田駅間で運転再開、芸備線が全線復旧[9][10]。

## 駅構造
島式ホーム1面2線を持ち列車の交換が出来る地上駅である。駅舎からは構内踏切を渡ってプラットホームに向かう。駅舎は線路西側にあり、1953年竣功で木造瓦葺の古風なもの。
当駅は自動券売機が設置された無人駅（広島駅管理）である。かつては簡易委託駅として長らく駅舎内で乗車券を販売していたが、広島地区ICOCAおよび自動改札導入に関連し、まず自動券売機が稼動を開始した後、2007年（平成19年）4月1日より完全無人化された。
2007年（平成19年）夏にICOCA対応改札機が設置された。当駅は無人駅のため一般的な自動改札機ではなく、北陸本線・湖西線・桜井線で見られるような、直立式のIC専用カードリーダーが導入されている（上深川駅・中深川駅も同様）。芸備線では、広島駅 - 当駅間でICOCAなどの交通系ICカードが利用できる。すなわち、当駅から志和口・三次方面へ向かう際にはICカードの利用ができない。JRの特定都区市内制度における「広島市内」の駅である。
2018年3月5日、駅周辺の公共下水道が整備されたことにより、長らく男女共用の汲み取り便所が男女別の水洗式便所に改築された。

### のりば
| のりば | 路線   | 方向 | 行先             |
| ------ | ------ | ---- | ---------------- |
| 1・2   | 芸備線 | 上り | 志和口・三次方面 |
| 1・2   | 芸備線 | 下り | 広島行き         |

付記事項
- 芸備線内における広島シティネットワークエリアの北端とされており、広島駅と当駅を結ぶ区間列車が設定されている。
- 基本的に志和口・三次方面が1番のりば、広島行きが2番のりばを使う。信号設備上は両方向の発車・到着が可能であり、それぞれ逆向きに発車する列車がある。2011年3月12日の改正で、当駅 - 三次駅間の系統が設定された（つまりは広島駅 - 三次駅間の直通を当駅で分割させた形）が、この形態は2017年3月4日のダイヤ改正で取り止めとなった。

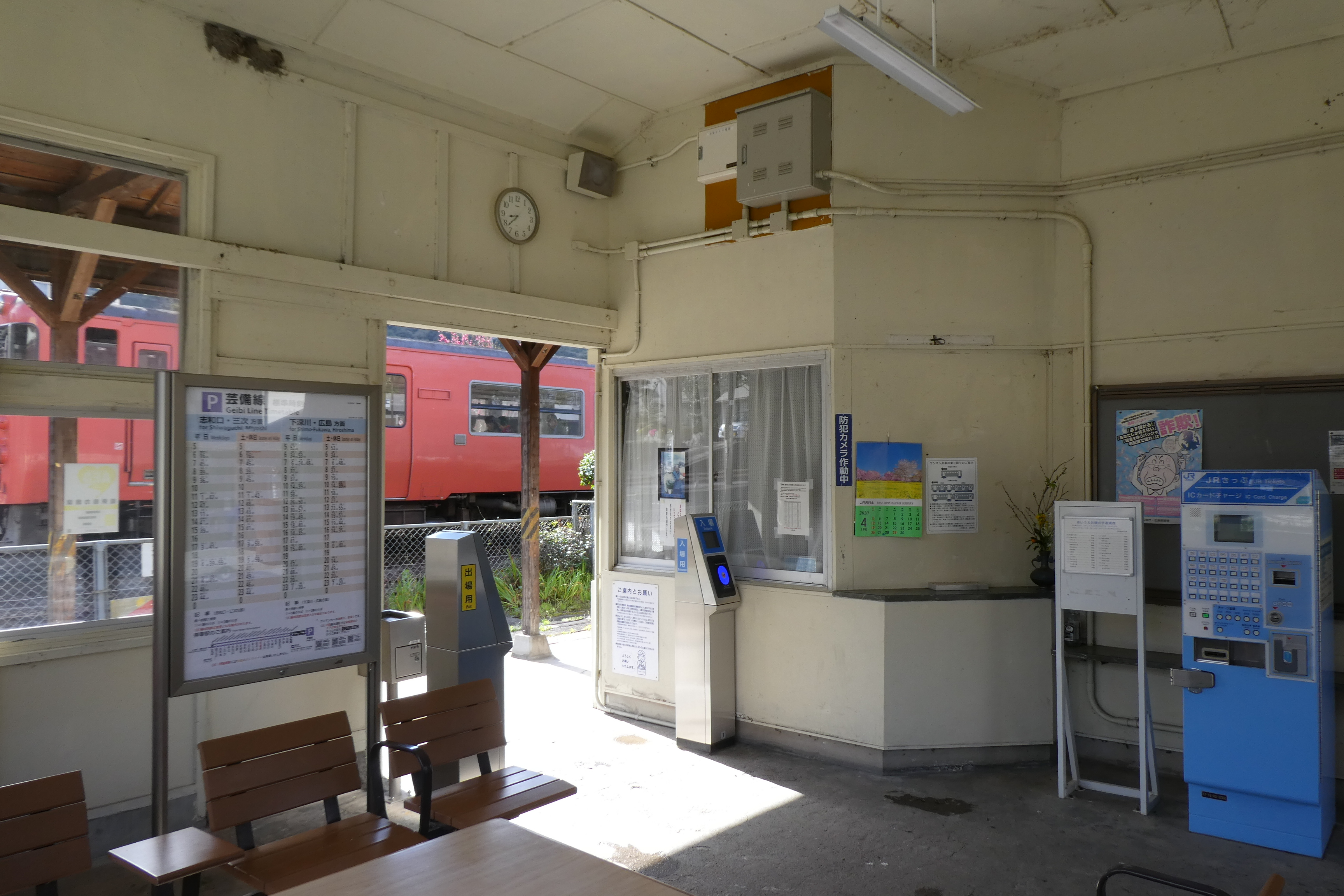
改札口（2020年4月）
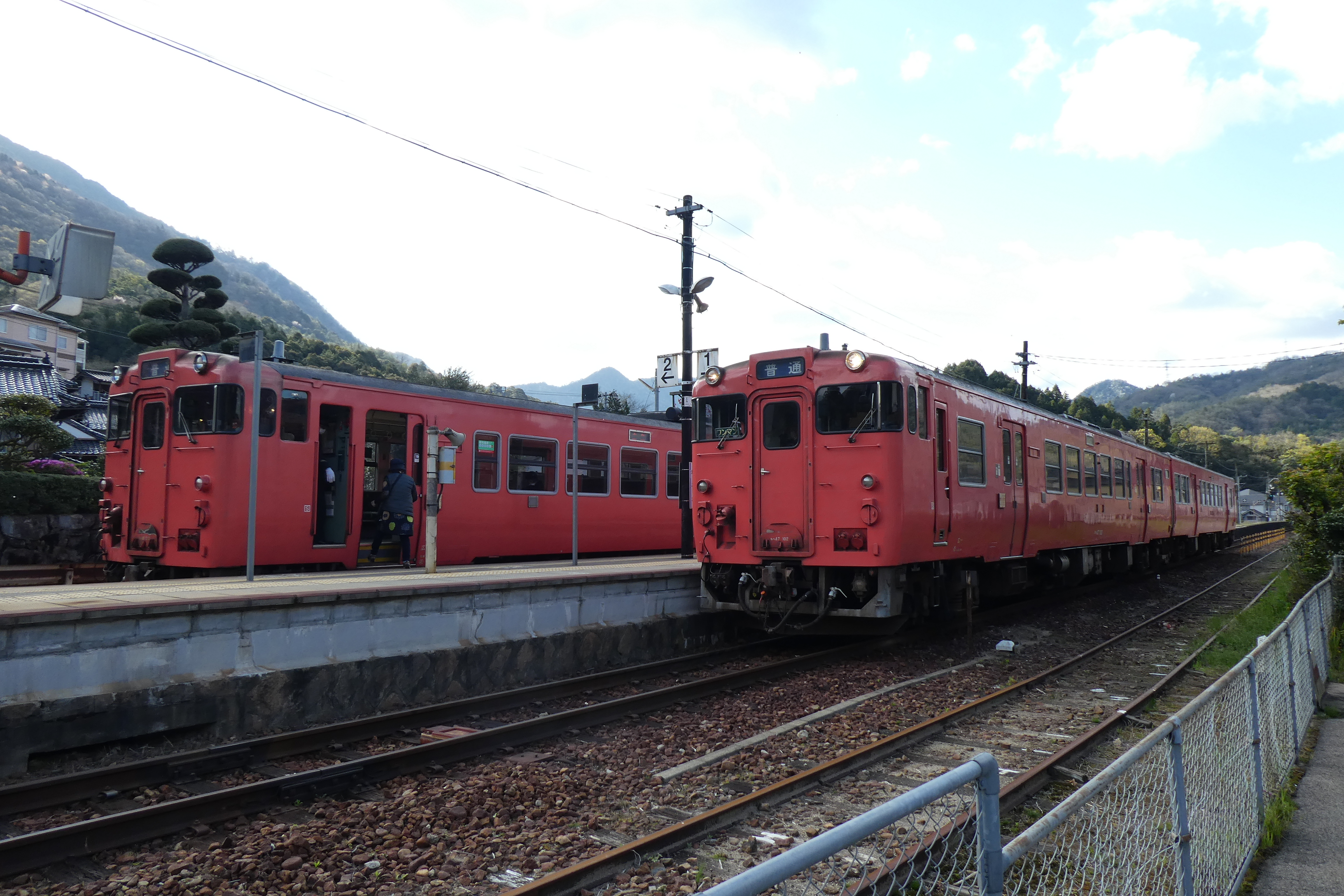
のりば（2020年4月）

## 利用状況
以下の情報は、広島市統計書及び広島市勢要覧に基づいたデータである。
| 年度               | 1日平均 乗車人員 | 年度毎 総数 | 定期券 総数 | 普通券 総数 |
| ------------------ | ---------------- | ----------- | ----------- | ----------- |
| 1968年（昭和43年） | 425.1            | 310,320     | 265,836     | 44,484      |
| 1969年（昭和44年） | 419.3            | 306,079     | 262,168     | 43,911      |
| 1970年（昭和45年） | 404.7            | 295,398     | 245,012     | 50,386      |
| 1971年（昭和46年） | 389.6            | 285,158     | 235,288     | 49,870      |
| 1972年（昭和47年） | 386.1            | 281,826     | 233,444     | 48,382      |
| 1973年（昭和48年） | 392.3            | 286,363     | 227,762     | 58,601      |
| 1974年（昭和49年） | 417.2            | 304,572     | 244,106     | 60,466      |
| 1975年（昭和50年） | 361.5            | 264,631     | 201,178     | 63,453      |
| 1976年（昭和51年） | 347.0            | 253,313     | 198,330     | 54,983      |
| 1977年（昭和52年） | 311.8            | 227,645     | 182,634     | 45,011      |
| 1978年（昭和53年） | 304.4            | 222,194     | 161,556     | 60,638      |

以上の1日平均乗車人員は、乗車数と降車数が同じであると仮定し、年度毎総数を365（閏年が関係する1971・1975年は366）で割った後で、さらに2で割った値を、小数点第二位で四捨五入。小数点一位の値にした物である。
| 年度                | 1日平均 乗車人員 |
| ------------------- | ---------------- |
| 1979年（昭和54年）  | 271              |
| 1980年（昭和55年）  | 256              |
| 1981年（昭和56年）  | 254              |
| 1982年（昭和57年）  | 260              |
| 1983年（昭和58年）  | 242              |
| 1984年（昭和59年）  | 254              |
| 1985年（昭和60年）  | 238              |
| 1986年（昭和61年）  | 219              |
| 1987年（昭和62年）  | 228              |
| 1988年（昭和63年）  | 234              |
| 1989年（平成 元年） | 230              |
| 1990年（平成02年）  | 232              |
| 1991年（平成03年）  | 222              |
| 1992年（平成04年）  | 232              |
| 1993年（平成05年）  | 223              |
| 1994年（平成06年）  | 221              |
| 1995年（平成07年）  | 212              |
| 1996年（平成08年）  | 218              |
| 1997年（平成09年）  | 224              |
| 1998年（平成10年）  | 228              |
| 1999年（平成11年）  | 230              |
| 2000年（平成12年）  | 226              |
| 2001年（平成13年）  | 215              |
| 2002年（平成14年）  | 220              |
| 2003年（平成15年）  | 238              |
| 2004年（平成16年）  | 247              |
| 2005年（平成17年）  | 246              |
| 2006年（平成18年）  | 248              |
| 2007年（平成19年）  | 253              |
| 2008年（平成20年）  | 246              |
| 2009年（平成21年）  | 234              |
| 2010年（平成22年）  | 220              |
| 2011年（平成23年）  | 228              |
| 2012年（平成24年）  | 203              |
| 2013年（平成25年）  | 205              |
| 2014年（平成26年）  | 210              |
| 2015年（平成27年）  | 210              |
| 2016年（平成28年）  | 201              |
| 2017年（平成29年）  | 185              |
| 2018年（平成30年）  | 200              |
| 2019年（令和 元年） | 203              |
| 2020年（令和02年）  | 124              |
| 2021年（令和03年）  | 130              |
| 2022年（令和04年）  | 132              |

乗車数グラフ

## 駅周辺
- 狩留家郵便局
- 広島市立狩小川小学校
- 中山
- 鍋土峠

## 隣の駅
西日本旅客鉄道（JR西日本）
 芸備線
■快速「みよしライナー」
通過
■普通
白木山駅 - 狩留家駅 (JR-P09) - 上深川駅 (JR-P08)